# 메리 코린나 퍼트남 자코비
메리 코린나 퍼트남(Mary Corinna Putnam, 1842년 8월 31일 ~ 1906년 6월 10일)은 미국의 의사이자 저술가, 여성참정권론자이다.
의학에서 이전의 임상적 지식을 과학적으로 실증하는 데 힘썼다. 그 시대의 여러 의문에 대해 한 두번의 경험과 전통적 방식으로 접근하는 것을 비판하고 과학적 실증을 주장했다. 그녀는 지도적 페미니스트였다. 여성의 연약함에 대한 전통적인 관념을 거부하였다. 그녀가 사회개혁가들과 여성참정권운동가들과 함께 한 노력은 진보 시대에 그녀를 여성 건강의 대표적인 대변자로 만들었다.

## 생애
조지 팔머 푸트남과 빅토라인 해븐 푸트남의 11자녀 중 맏이로 태어났다. 아버지는 뉴욕의 출판사 윌리와 푸트남(Wiley & Putnam) 지사를 설립하기 위해 1841년 런던에 가족들을 이끌고 와 있었는데 1842년에 메리가 태어났다. 자코비의 부모님은 1848년에 미국으로 돌아갔고 어린 시절을 뉴욕에서 보내게 된다. 대부분의 초기교육은 가정에서 받았으며 12번가에 새로 생긴 공립여학교에서 2년을 다니고 1859년에 졸업한다. 이해에 월간잡지 《아틀란틱 먼스리》에 〈Found and Lost〉라는 소설을 썼다. 이듬해에는 다른 작품을 출판했다. 1859년 졸업 후, 당시 여성의 입학을 허용하는 공식 교육기관이 없어 엘리자베스 블랙웰과 다른이들과 함께 개인적으로 그리스어와 과학과 의학을 공부했다.
자코비의 아버지는 의학을 혐오스러운 전문직으로 생각하였으나 결국에는 그녀의 노력을 지원하였다. 자코비는 남북전쟁기간동안 의무대로 봉사했다. 뉴욕의 의학교에서 여성입학을 허용하지 않아, 1863년에 뉴욕약학대학을 졸업하고 1864년에 펜실베이니아 여자의과대학에서 M.D를 획득했다. 뉴잉글랜드 산부인과.소아과병원에서 단기 인턴을 하면서 의사가 되기 위해 공부를 더 해야 할 필요를 느꼈다. 파리로 떠나 파리 대학의 의학부(Ecole de medicene)에 응시하였다. 여러 번의 거부 끝에 정신과 의사인 벤자민 볼의 도움으로 여성으로서는 처음 입학하게 되었다. 1871년 7월에 이곳에서 학위를 받은 두 번째 여성으로, 졸업 논문에 대해 2등상을 받고 졸업하였다. 파리에서 공부한 시기에 프로이센-프랑스 전쟁이 일어났다. 1871년 8월에 월간지 《스크라이브너스 먼스리》(Scribner’s Monthly)에 전쟁 후 프랑스의 새로운 정치적 리더쉽에 대한 기사를 기고한다. 1871년 가을에 미국으로 돌아온 후 의학실습기관을 설립하고, 뉴욕시 의사협회의 두 번째 여성회원이 되었다.
미국의사협회에 가입하였고, 뉴욕진료소 부설 신설 여자의과대학의 교수가 되었다. 1872년에 뉴욕여자의사회를 창설하였으며, 1874년부터 1903년까지 회장을 역임하였다. 당시 남성들에 비해 여성의 교육기회가 차단되어 여성들은 의학의 기초가 되는 과학과 수학을 배울 기회가 거의 없었고, 그녀는 줄기차게 존스홉킨스 같은 주요 의학교가 여성의 입학을 허가하도록 주창했다. 의학교에서의 그녀의 가르침은 학생들의 수준을 넘는 경향이 있었으며, 그 때문에 1888년 교수직을 사임하였다.
1876년에 하버드 대학에서 〈월경기간 여성의 휴식에 대한 의문〉이라는 독창적인 논문으로 보일스톤 상을 받았다. 이는 월경기간동안 쉬지 않으면 생식기관에 손상을 입게된다는 기존의 여성론의 가면을 벗기는 역할을 하였다. 1891년에는 “미국여성의 업적”이라는 책에 미국여의사의 역사에 대한 논문을 썼다. 여기에 자신의 저작 40여편을 포함하여 미국 여의사들의 저작 목록을 실었다.
1873년에 후에 미국 소아과학의 아버지라 불리게 되는 아브라함 자코비와 결혼했다. 그들은 세 아이를 낳았는데, 마조리 자코비 매카니 한 자녀만 성년까지 생존했다. 자코비는 딸을 그녀 자신의 교육이론에 따라 스스로 교육했다. 자코비는 1871년에 소설쓰기를 그만두었고, 그 후 100편 이상의 의학논문을 썼다.
1894년에 〈여성선거권에 대한 세간의 생각〉이라는 글을 썼다. 이글은 후에 재출판되어 미국 여성 참정권 운동을 이론적으로 지원했다. 1894년 뉴욕주법의 여성선거권 개정요구 패배 이후 자코비는 정치교육연맹을 설립한 6명의 지도적 여성참정권론자 중의 한사람이 되었다. 그녀의 멘토인 엘리자베스 블랙웰(1821-1910년)이 의학을 사회적, 도덕적 개혁의 수단으로 보았던 데 반하여, 젊은 자코비는 의학을 질병치료라는 면에 주안점을 두었다.두 사람의 견해 차이의 기저에는 블랙웰은 여성은 여성성 때문에 의학에 적합하다고 생각했으나, 자코비는 모든 의학의 전문영역에서 남성들과 동등하게 참여하여야 한다고 믿었다.
그녀가 뇌종양으로 진단받았을 때 그녀는 자신의 증상을 드러내고 〈소뇌를 압박하는 수막종의 초기증상 서술〉이라는 논문으로 출판했다. 1906년 6월 10일 뉴욕 시에서 운명하여 부르클린의 그린우드 묘지에 안장되었다.